# Euxoa rufovariegata
Euxoa rufovariegata là một loài bướm đêm trong họ Noctuidae.